# Pacificateur (1811)
Il Pacificateur era un vascello di linea francese da 80 cannoni appartenente alla classe Buncentaure, in servizio tra il 1814 e il 1824.

## Storia
La costruzione del vascello da 80 cannoni Pacificateur, appartenente alla Classe Buncentaure progettata da Jacques Noël Sané, fu ordinata presso l'arsenale di Anversa nel luglio 1807. L'unità fu impostata nel settembre dello stesso anno sotto la direzione del costruttore navale Pierre Lair e fu varata il 22 maggio 1811, entrando in servizio nell'agosto di quell'anno. Il Pacificateur rimase all'ancora all'ingresso del porto per proteggerlo fino all'atto della restaurazione dei Borboni. Nel settembre 1814 arrivò a Brest, venendo radiato nell'ottobre 1823. Nel gennaio 1824 il Pacificateur fu utilizzato come nave bersaglio per testare i nuovi cannoni-obici da 220 mm inventati da Henri Joseph Paixhans. I test proseguirono tra il 27-28-29 settembre e nel mese di ottobre con esiti positivi. I proiettili esplosivi di questi cannoni causarono danno devastanti alle fiancate in legno del vascello. A causa di un ritardo nella miccia, i proiettili prima passarono attraverso la zona del barkhout, rimasero incastrati nella fiancata e, esplodendo, distrussero intere sezioni dello scafo.

### Fonti
1. 1 2 3 4 5  Three Decks.
2. ↑  Troisponts.
3. ↑  Kynynmound 1839, p. 43.
4. ↑  Kynynmound 1839, pp. 45-46.
5. ↑  Kynynmound 1839, pp. 46-28.